# زائدة بن قدامة الثقفي
أبو الصلت زائدة بن قدامة الثقفي الكوفي (توفي عام 161 هـ-778)، عالم ومحدث ومفسر من أهل السنة والجماعة. ألف عدداً من الكتب، وتوفي وهو يُحارب الروم في جيش الحسن بن قحطبة عام 161 هـ-778.

## سيرته
روى الأحاديث عن؛ زياد بن علاقة، وعاصم بن أبي النجود، وسماك بن حرب، وأبو إسحاق السبيعي، وشبيب بن غرقدة البارقي، وأبي طوالة الأنصاري، وأبو الزناد، ومنصور بن المعتمر، وحصين بن عبد الرحمن، وبيان بن بشر الأحمسي، وإسماعيل بن عبد الرحمن السدي، وسليمان بن طرخان التيمي، وعاصم بن كليب، والمختار بن فلفل، وموسى بن أبي عائشة، وعطاء بن السائب، وعبد الملك بن عمير وعبد الله بن محمد بن عقيل بن أبي طالب، ويحيى بن سعيد الأنصاري وغيرهم. وروى عنه؛ عبد الله بن المبارك، وأبو أسامة حماد بن أسامة، وعبد الرحمن بن مهدي، وأبو داود الحفري، ويحيى بن أبي بكير، ومصعب بن المقدام، ومعاوية بن عمرو الأزدي، وحسين بن علي الجعفي، وأبو نعيم الفضل بن دكين، ومحمد بن سابق، وخلف بن تميم، وطلق بن غنام، وأبو الوليد الطيالسي، وأحمد بن يونس، وغيرهم.
يُقدر مجموع ما رواه حوالي 2518 حديثاً، وقد وصفه الذهبي بـ "الإمام، الثبت، الحافظ"، ووثقه النسائي وأبو زرعة الرازي وأبو حاتم الرازي وابن حجر العسقلاني والذهبي وغيرهم. وقال عنه أبو أسامة حماد بن أسامة: «كان من أصدق الناس وأبرهم»، وقال عنه الفضل بن دكين: «كان لا يحدث قدرياً، ولا صاحب بدعة يعرفه»، وقال عنه أحمد بن حنبل: «المثبتون في الحديث أربعة: سفيان، وشعبة، وزهير، وزائدة» (سفيان الثوري، وشعبة بن الحجاج، وزهير بن معاوية)، وقال أيضاً ابن حنبل: «إذا سمعت الحديث عن زائدة وزهير، فلا تبال أن لا تسمعه عن غيرهما، إلا حديث أبي إسحاق»، وقال عنه أبو حاتم الرازي: «ثقة، صاحب سنة، هو أحب إلي من أبي عوانة، وأحفظ من شريك وأبي بكر بن عياش»، وقال عنه العجلي: «ثقة، صاحب سنة، لا يحدث أحدا حتى يسأل عنه، فإن كان صاحب سنة، حدثه، وإلا لم يحدثه».
وأما كتبه فله من الكتب:
- كتاب السنن
- كتاب القراءات
- كتاب التفسير
- كتاب الزهد
- كتاب المناقب